# Aldeaseca de la Frontera
Aldeaseca de la Frontera és un municipi de la província de Salamanca a la comunitat autònoma de Castella i Lleó. Limita al Nord-oest amb El Campo de Peñaranda, al Nord-est amb Paradinas de San Juan, al Sud-est amb Cantaracillo, al Sud amb Peñaranda de Bracamonte, al Sud-oest amb Nava de Sotrobal i a l'Oest amb Villar de Gallimazo.

## Demografia
| 1991 | 1996 | 2001 | 2004 |
| ---- | ---- | ---- | ---- |
| 422  | 373  | 352  | 331  |